# 도장
도장(圖章)은 개인이나 단체의 이름을 새겨서 종이에 찍는 도구이다. 공공 문서나 개인 문서에 찍어 그 책임과 권위를 증명하는 물건이다. 신장(信章), 인(印), 인장(印章)이라고도 한다. 국가를 대표하는 도장은 삼국시대와 고려시에는 국새(國璽), 조선시대에 들어서는 옥새(玉璽)라고 하였다. 현재대한민국은 국새라고 한다. 서예나 그림에, 자신의 작품임을 인증하려고 찍는 도장은 낙관(落款)이라고 한다.

## 역사
인류 최초 도장은 기원전 5,000년경 메소포타미아에서 처음 출현하였다. 점토판을 이용하여 현재 고무 스탬프처럼 찍는 형태와 석재 원형막대에 그림이나 글을 음각하여 점토판에 굴리는 형태였다. 과거 도장은 신분 상징으로 관직에 있는 사람만 보유하는 인장이 있었다. 그 대표적인 예가 왕 또는 황제가 사용하는 옥새이다.

### 중국의 도장
전통 시대 중국에서는 도장을 다음과 같이 분류했다.
| 명칭           | 용례(用例)                 | 용도                                                            |
| -------------- | -------------------------- | --------------------------------------------------------------- |
| 성명인(姓名印) | [李小狼] 또는 [李小狼印]   | 개인의 이름을 표시하는 도장. 가장 일반적                        |
| 표자인(表字印) | [字矗昊] 또는 [矗昊]       | 개인의 字를 표시하는 도장                                       |
| 신첩인(臣妾印) | [臣小明](남), [妾美櫻](여) | 신하, 비빈(妃嬪), 궁녀 등이 황제에게 문서를 올릴 때 사용한 도장 |
| 서간인(書簡印) | [如佩信印]                 | 편지를 보낼 때 사용                                             |
| 총인(總印)     | [大英伯明皇龍正之章]       | 이름 및 출신지를 표기한 도장                                    |
| 회문인(迴文印) | [徐永裕印]                 | 이름을 표기하되, 문자를 반시계 방향으로 배열한 것               |

### 한국의 도장
한국의 도장은 위서에 따르면 환웅이 환인에게 받은 천부인(天符印) 3과 중 하나인 인(印)이 최초이다. 본격적으로 한국에서 도장을 사용한 시기는 기원전 2세기 무렵이다. 부여 역대 왕들이 "예왕지인"(濊王之印)이라는 옥새를 사용하였다는 기록이 있다.

#### 신라
문무대왕 때 관인을 주조하고 사용하였다는 기록이 있으며, 신라 인장은 고구려나 백제 인장보다 훨씬 많이 남았다. 문자를 새긴 도장, 문자가 아닌 문양으로 제작한 도장, 관직명을 새긴 도장 등 다양한 종류의 인장이 유물로 전한다. 안압지에서 출토한 목인(木印)이나 석인(石印), 함안 성산산성, 이천 설봉산성 등에서 출토한 봉인(封印)은 당시 인장 사용례를 말해준다. 또한 양각원인(陽刻圓印)과 양각방인(陽刻方印), 음각방인(白文方印), 음각원인(陰刻圓印) 등 수많은 인문이 남았다.

#### 고구려
국새를 사용한 기록이 있고, "고구려솔선한백장"(晉高句麗率善韓佰長)이라는 관인 등 소수의 인장만 남았다.

#### 백제
인장과 기와에 찍은 상당히 많은 수의 인문(印文)이 있다. 대부분 이름과 간지(干支)를 새겨 찍은 것으로 그 형태는 양각원인(陽刻圓印) , 양각방인(陽刻방方印)과 음각방인(白文方印) , 음각원인(陰刻圓印) 등이다.

#### 고려
요나라, 금나라에서 금인(金印)을 받았던 기록이 있다. 원나라가 부마국으로 인정하며 주었던 "부마국왕선명정동행중서성(駙馬國王宣命征東行中書省)"이 있다. 1370년 명나라가 "고려국왕지인"(高麗國王之印)을 고려에게 주었다. 고려국왕지인은 고려의 공민왕(1330~1374)이 고려의 실정에 맞게 다시 주조하여 사용하다가, 이후 이성계가 명나라에 반납하였다. 고려는 행정에 자체적으로 주조한 청동인을 사용하였다. 인문은 알아보기 어렵게 결구가 형상화되었고, 인꼭지의 조각은 여러 가지 금수의 모양을 형상화한 매우 특이한 조각이 많다. 인꼭지가 동물의 형상인 십이지를 비롯하여 사자·해태·잉어·봉황·도깨비·나비·기와모양 등으로 다양하며 직뉴도 사용하여 천태만상의 자연을 형상화하였다.

#### 인장의 관리
관인의 관리는 고려시대에는 인부랑(印符郞)에서, 조선은 상서원(尙瑞院)에서 관리하였다. 새보(璽寶)를 맡은 관원인 장새관(掌璽官)이 새보(璽寶), 부패(符牌), 절월(節鉞) 등을 관리하였다.
어보는 종묘의 사직을 이어간다는 상징적인 보인으로 사후에 존호, 시호, 휘호 등을 새겨 종묘에 보관하며 의례용으로 임금의 가례나 보위에 오르는 공식적으로 종묘에 고해야하는 등 행사의 의식에 사용하였다. 옥으로 만든 옥보(玉寶)와 유기로 만들어 금도금한 금보(金寶)가 있다. 2021년 기준 330여과의 어보가 전한다.
옥새는 보통(寶筒)에 넣어 보갑(寶匣)에 보관한다. 인장은 인갑(印匣)에 넣어 인뒤옹(인궤)에 용도와 종류별로 보관한다. 그리고 인뒤옹은 인가(印家)에 보관하고, 인가는 인신관(印信官)이 직접 관리한다. 특히 각종의 부정부패의 실마리를 제공할 수 있는 전곡출납의 경우 봉사인(奉使印)을 사용하여 전곡을 출납하였다. 전곡의 출납 후에 봉사인은 환수하여 호조에서 직접관리 하였다. 관인을 위조하는 경우 위조관율(僞造關律)에 의하여 인신을 위조한 율(律)로 극형으로 엄벌하였다.

#### 인장의 주조
관인의 주조는 대개 이, 호, 예, 병, 형, 공 등의 각 부처에서 임금에 아뢰어, 상서원에서 어보의궤율(御寶儀軌律)이나 전례에 따라 주조하였다. 어보를 전각할 때는 존호, 휘호, 시호 등의 순서로 새긴다. 어보의 인재(印材)는 남양옥(南陽玉)을 사용하였고, 왕비와 왕세자의 보인도 같이 주조하였다. 태종, 세종 때 각 부서의 인장을 부분적으로 주조하였으며, 임진왜란 직후 선조 때 각 관아의 인장들을 다시 주조하였다. 영조(英祖) 때 다시 문란해진 보식(寶式)을 정제하였고, 고종 2년(1865) 대왕 대비전과 대비전의 옥책문제술관 등의 관리를 임명하여 면모를 갖추었다. 고종 13년(1876) 11과의 보인을 개주, 개조·수보하였고, <보인소의궤(寶印所儀軌)>를 만들어 전모를 기록하였다.

#### 사인의 유래
도장은 관인으로서 사용되는 것이 주류였고, 사인이 이후에 사용되기 시작했다. 사인의 사용은 정확한 시기를 알 수 없으나 고려 말에서부터 확인할 수 있다. 조선 초기에는 관인(官印) 뿐 만 아니라 관리의 부인들도 사인을 사용하였는데, 특히 각종 매매문서라든가 분재기에서 그 용례를 볼 수 있다. 그리고 낙관의 유행에 따라 문인묵객들에 의하여 서화에 사용된 낙관인이 주종을 이룬다.
인재와 형태에 있어서 조선 시대의 사인은 전대보다 널리 일반화되어 그 재료도 돌·상아·청동·나무·옥 등 다양할 뿐 아니라, 인장의 형태도 사각형·직사각형·원형을 비롯하여 종모양·솥모양·호리병모양·향로모양·매화 등 여러 가지 다각형이 있다.

### 한국의 인장 갤러리

신라의 인장. 황룡사지에서 출토된 청동 관인
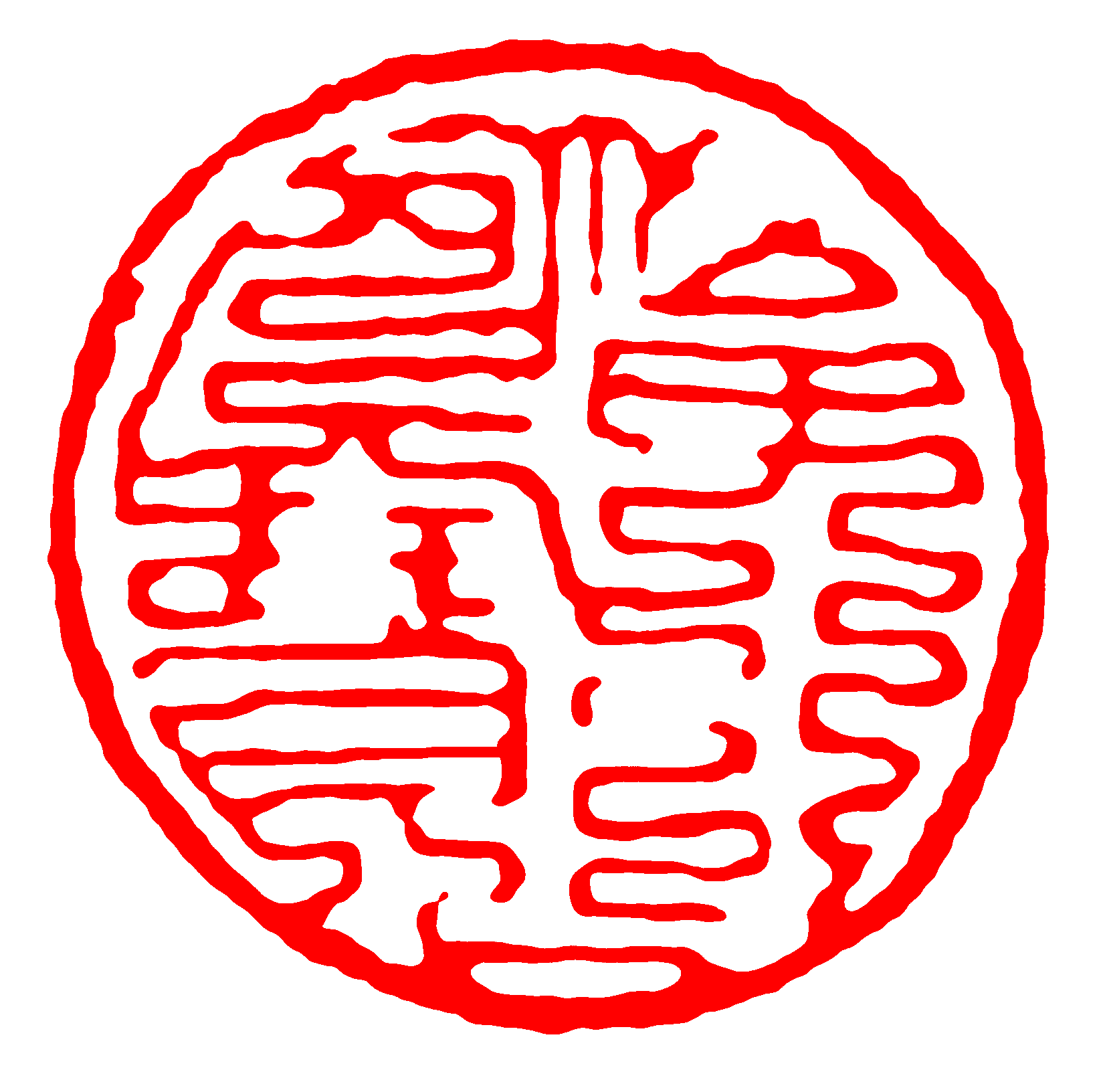
고려의 인장
고려국왕지인(高麗國王之印)
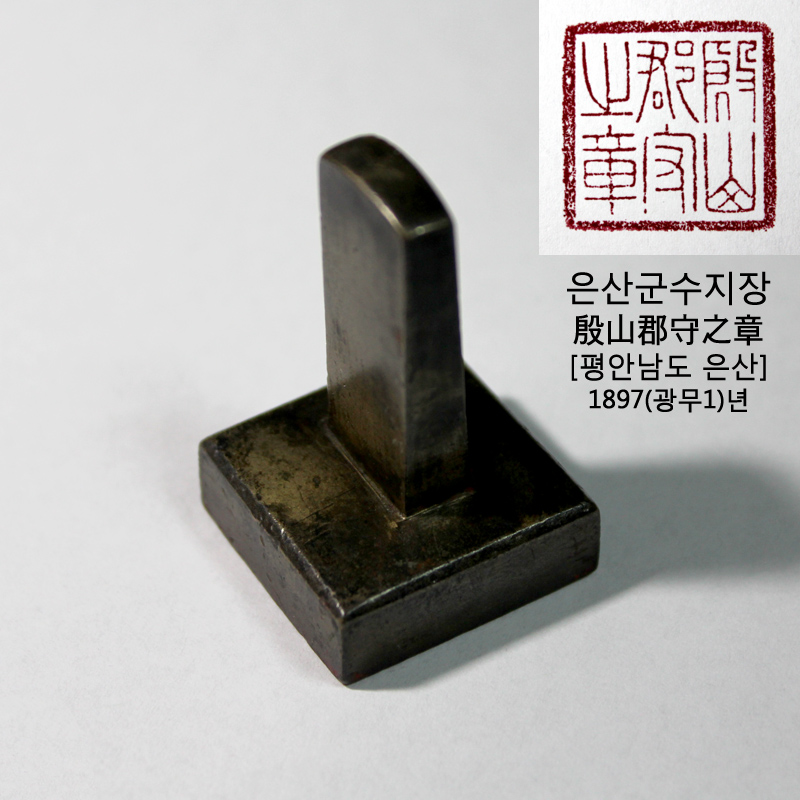
대한제국 관인(官印)
대한민국 임시 정부의 인장
현대 대한민국의 인장

## 현재의 도장
현재에는 필요에 따라 가지고 있다. 재료는 주로 나무, 뿔이나 돌, 상아, 플라스틱등으로 만든다. 군대에서는 장교들에게 지급하는 군번도장이라는 것이 존재하며 이 군번도장은 해당 장교의 권한과 책임을 문서에 표시할 때 사용된다. 따라서 군번도장은 해당 군인이 제대할 경우 일반 도장이나 다름없게 된다.

## 법적 효력
인영의 동일성만으로 곧바로 민사소송법 제358조가 적용되지는 아니하나, 인영의 동일성이 인정되면 특별한 반증이 없는 한 그 문서상의 인영은 인장 소유자의 의사에 의하여 현출되었다는 것으로 사실상 추정되고(법률상 추정과 구분하기 위하여 ‘추인’이라는 표현을 씀), 날인사실이 추정되면 민사소송법 제358조가 적용됨. 즉 두 단계의 추정이 작용함. 다른 증거 등에 의하여 명의인 외의 자가 날인했다고 밝혀진 경우에는 1단계의 추정 자체가 성립하지 않으므로 민사소송법 제358조를 적용할 수 없다.

## 같이 보기
- 신라의 인장
- 옥새
- 전국옥새
- 국새
- 관인

## 관련 자료
- '우리나라인장의 기원' 국가기록유산포탈[깨진 링크(과거 내용 찾기)]
- 고종皇帝가 사용한 國璽 발굴